# Depeche Mode
Depeche Mode este o formație britanică de muzică electronică fondată în 1980 în orașul Basildon, din comitatul Essex, provincia Anglia din Marea Britanie. Este una dintre cele mai longevive și de succes formații apărute în perioada New Wave și New Romantic, dar erau de fapt parte a scenei "futuriste" alături de Soft Cell, Gary Numan și The Human League. Multe din videoclipurile lor au fost difuzate în heavy rotation pe MTV.
Depeche Mode au vândut peste 100 de milioane de albume în întreaga lume și au avut 54 de piese în UK Singles Chart. Au avut mai multe melodii de top 40 în Marea Britanie fără a fi #1 decât orice alt artist și au influențat mulți dintre artiștii cunoscuți de astăzi, în parte datorită tehnicilor de înregistrare și utilizării de mostre (sampling). Deși foarte influenți în scena modernă electro-dance, rămân de obicei clasificați în genul alternativ.
Depeche Mode a fost fondat în 1980 de Dave Gahan (voce), Martin Gore (clape, chitară, voce, compozitor principal după 1981), Andrew Fletcher (clape secundare) și Vince Clarke (clape, compozitor principal 1980-81). Vince Clarke a părăsit formația după lansarea albumului de debut din 1981; curând înlocuit de Alan Wilder (clape primare) care a cântat în formație din 1982 până în 1995. După plecarea lui Wilder, Gahan, Gore și Fletcher au continuat să interpreteze ca trio. În 2022, Fletcher a decedat, astfel că trupa a continuat în doi, Gahan și Gore.

## Perioada de început

### 1977–1980: Formare
Originile Depeche Mode pot fi urmărite din 1977, când Vince Clarke și Andrew Fletcher au înființat o trupă care se numea "No Romance in China", Clarke fiind vocal și chitarist, iar Fletcher basist. În 1978, Clarke cânta la chitară într-o formație "imitație Ultravox", "The Plan", cu prietenul și colegul Robert Marlow ca vocal și Vince la chitară/clape. În 1978-79, Gore a cântat într-un duo acustic, "Norman and The Worms", cu prietenul din școală Philip Burdett (care în prezent cântă în mișcarea folk) vocal și Gore chitarist. În 1979, Marlow, Gore, Clarke și un prieten, Paul Redmond, au format o trupă numită "The French Look", cu Marlow - vocal/clape, Gore - chitară, Clarke și Redmond - clape. În martie 1980, Clarke, Gore și Fletcher au înființat trupa "Composition of Sound", cu Clarke - vocal/chitară, Gore - clape și Fletcher - chitară bas. "The French Look" și "Composition of Sound" au cântat o dată live împreună în iunie 1980 la St. Nicholas School Youth Club din Southend on Sea, Essex. Curând după înființarea "Composition of Sound", Clarke și Fletcher au trecut la sintetizatoare, practicând slujbe de tot felul pentru a le cumpăra, sau împrumutându-le de la prieteni. Gahan s-a alăturat formației în 1980 după ce Clarke l-a auzit fredonând melodia 'Heroes' a lui David Bowie, în timpul unui jam session cu o altă trupă. Astfel, bazele Depeche Mode au fost puse. Numele a fost luat de la o revistă franțuzească de modă, "Dépêche mode", traducerea aproximativă fiind "Ultimele Știri Din Modă" deși de obicei este tradusă greșit în "Modă Rapidă", datorită confundării cu verbul francez "se dépêcher" (trad. a se grăbi).

### 1981–1984: Primele lansări
Formația a devenit parte a casei de discuri Mute a lui Daniel Miller printr-o înțelegere verbală, și au lansat primul album, Speak & Spell, în 1981. Pe când trupa promova albumul, Clarke a început să discute public disconfortul provocat de succesul pe care Depeche Mode îl atingea; a simțit că deveneau prea populari după succesul celui de-al doilea single "Just Can't Get Enough". Curând, a părăsit formația și a început să înființeze diverse trupe precum Yazoo (Yaz în S.U.A.) cu Alison Moyet, The Assembly cu Eric Radcliffe, și mai târziu Erasure cu Andy Bell. La mai mult de 20 de ani după acestea, Depeche Mode încă includ piesa menționată anterior, "Just Can't Get Enough", în concerte atunci când sunt în turnee. Aceasta a devenit precum o pauză de retrospectivă în timpul concertelor, însă a căpătat aerul "întunecat", atins de compozițiile formației de-a lungul timpului, în comparație cu stilul synth-pop naiv al acestui cântec.

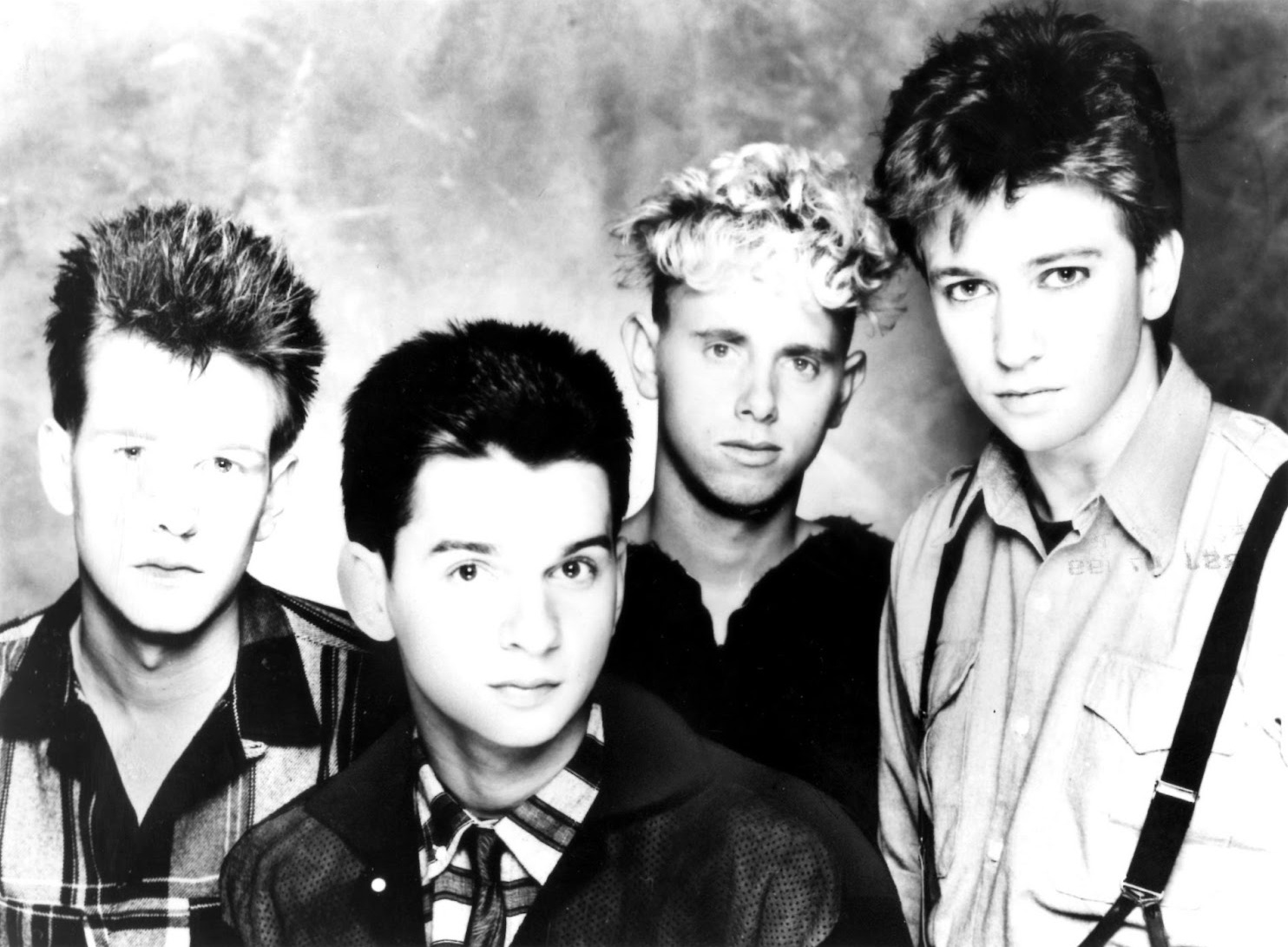
Depeche Mode în 1983

După plecarea lui Clarke, Martin Gore, care compusese "Tora! Tora! Tora!" și "Big Muff" de pe albumul de debut, a devenit compozitorul principal al formației. În 1982, albumul A Broken Frame a fost lansat de cei trei membri rămași. Anterior acestuia, Alan Wilder l-a înlocuit pe Vince Clarke în turneu, dar nu a contribuit la producerea albumului A Broken Frame. Curând după aceasta, a devenit membru Depeche Mode cu drepturi depline, la timp pentru single-ul non-album din 1983, "Get the Balance Right". El a compus "The Landscape is Changing" și "Two Minute Warning" pentru albumul din 1983, Construction Time Again, "In Your Memory", B-side al single-ului "People are people" și "If You Want" pentru albumul Some Great Reward din 1984, și împreună cu Martin Gore a compus "Fools", B-side al single-ului "Love In Itself", însă cea mai însemnată contribuție a sa constă în producția muzicală și tehnică.
La începutul anilor '80, popularitatea formației în Europa era în mare măsură nelimitată (îndeosebi în Germania), împreună cu o oarecare recunoaștere în Australia. Cu toate acestea, în 1984 Depeche Mode a făcut o incursiune în Statele Unite ale Americii, pornind lansarea edițiilor exclusiv nord-americane ale compilațiilor People Are People conținând primul lor hit transatlantic cu același nume, "People Are People", și CD-ul lansat ulterior, Catching Up with Depeche Mode.

### 1985–1989: Ascensiunea
Această perioadă este văzută drept începutul asocierii formației cu subcultura goth din Anglia care dobândea popularitate în Statele Unite. Între timp, criticii din Anglia au respins Depeche Mode de-a lungul anilor 80, etichetându-i drept o trupă de băieți drăguți și naivi care cântă melodii electronice comerciale și ușurele, din cauza stilului voios și "drăguț" al multor dintre primele melodii, precum "Just Can’t Get Enough" și "The Meaning of Love", în ciuda sound-ului mult mai întunecat și complex dezvoltat pe parcurs. Însă în America, unde formația a devenit pentru prima oară populară la stații radio de colegiu și stații de rock alternativ precum KROQ în Los Angeles, interesul Depeche Mode a fost căpătarea unui auditoriu indiscutabil diferit.
Eticheta gothică atribuită formației în Statele Unite se datorează mai mult sound-ului decât imaginii, din cauza prezentării târzii pe piața americană și seriei anterioare de videoclipuri lipsite de substanță și constrânse de buget. După cum semnalează piesa "Blasphemous Rumours" din 1984, un comentariu amar la adresa vieții nedrepte, și B-side-ul melodiei "It’s Called a Heart", numit "Fly on the Windscreen" (ulterior remixată și inclusă pe albumul Black Celebration din 1986 sub numele de "Fly on the Windscreen - Final"), Depeche Mode căpătase nuanțele întunecate și profunde ce s-au păstrat până în prezent.
După ce videoclipului single-ului "A Question of Time" a captat atenția, regizorul Anton Corbijn a început o lungă prietenie și colaborare cu formația, în decursul vremii regizând peste 20 dintre videoclipurile trupei (cel mai recent fiind "Cover Me" din 2017).
După lansarea albumului Music for the Masses din 1987, trupa a dus la bun sfârșit un turneu mondial în 1987-88, toate biletele fiind epuizate în scurt timp. Turneul a culminat cu un concert final susținut pe 18 iunie la Pasadena Rose Bowl, cu un public de peste 80.000 de persoane. Turneul a fost prezentat într-un documentar realizat de D.A. Pennebker, cunoscut pentru portretizarea interacțiunii cu fanii. Concertul a fost înregistrat și lansat ca album sub titlul 101 (spectacolul a fost al o sută unulea și ultimul din turneu), devenind unul dintre albumele cu cele mai mari vânzări în 1989 și fiind considerat o excelentă consemnare live a înregistrărilor dintre anii 1981-1987.
Mai târziu în acel an, după ce Martin Gore a făcut o scurtă deviere pentru a înregistra Counterfeit e.p., cu șase cover-uri ale melodiilor sale favorite, formația a înregistrat în Milano "Personal Jesus", o piesă cu influențe country-western. Anterior lansării sale, în ziarele din Anglia au fost postate reclame care anunțau, simplu și totodată ambiguu, doar atât: "Your own personal Jesus". După ceva timp, reclamele au fost completate cu un număr de telefon unde puteai suna pentru a auzi piesa. Controversa cauzată de versuri a propulsat single-ul pe locul 13 în topurile din Anglia, devenind unul dintre cele mai vândute single-uri ale trupei și, totodată, primul lor single de aur în America. Melodia a fost mai târziu interpretată de alți artiști precum Johnny Cash, Gravity Kills și Marilyn Manson. În septembrie 2006 , a fost votată de cititorii revistei de muzică Q ca fiind una din cele mai bune 100 melodii ale tuturor timpurilor.

## Perioada de mijloc

### 1990–1994: Două albume de top
La mijlocul anilor 80 și începutul anilor 90, popularitatea formației în America crescuse, la fel ca și influența lor asupra stilurilor muzicale nou-apărute, techno și house. Pionierii muzicii techno Derrick May, Kevin Sauderson și Juan Atkins au menționat deseori influența Depeche Mode asupra creării muzicii proto-techno în perioada exploziei Detroit Techno de la sfârșitul anilor 80.
În februarie 1990, “Enjoy the Silence”, unul dintre single-urile cele mai de succes ale formației Depeche Mode, a ajuns pe locul 6 în Anglia; câteva luni mai târziu în Statele Unite, a devenit primul (și singurul) hit Depeche Mode intrat în Top 10, atingând locul 8, și a adus trupei cel de-al doilea single premiat cu discul de aur. A câștigat “Best Single” la Brit Awards în 1991.
Pentru a promova noul album, Violator, au ținut o sesiune de autografe în Los Angeles, atrăgând 17.000 de fani. Albumul (Top 10 în Anglia și America) și turneul ulterior, World Violation Tour, au fost mari succese. Până în prezent, albumul a luat trei discuri de platină în America, cu vânzări de peste trei milioane de unități. Considerabil, 40.000 de bilete pentru concertul de pe Giants Stadium (în East Rutherford, New Jersey) s-au epuizat în opt ore, și 48.000 de bilete pentru cel de pe Dodger Stadium din Los Angeles s-au epuizat într-o oră din momentul în care au fost puse în vânzare.
Până în 1991, Depeche Mode devenise una din cele mai de succes trupe din lume, bazându-se pe un sound proto-techno pentru a se distinge. Contribuția la filmul lui Wim Wenders, Until the End of the World, denumită “Death’s Door” și încă un album solo lansat de Alan Wilder sub numele de Recoil au prelungit pauza dintre albume.
Depeche Mode a schimbat ritmul vizibil în 1993, odată cu lansarea albumului Songs of Faith and Devotion. Este un alt punct de plecare pentru formație – în "Songs" s-au experimentat mai multe aranjamente organice, bazate atât pe sunete foarte distorsionate de chitară electrică, cât și pe folosirea tobelor live (cu Alan Wilder, care debutase ca baterist de studio la piesa "Clean" de pe Violator) și a sintetizatoarelor. La soundul general s-au adăugat instrumente cu coarde, cimpoaie și un cor feminin.
Albumul a debutat direct pe locul 1 în Anglia și USA, imediat după lansarea piesei cu influențe blues și grunge "I Feel You". A urmat turneul mondial de 14 luni "Devotional",  apoi un concert video cu același nume și un al doilea album live, Songs of Faith and Devotion Live. Albumul live era constituit din reproducerea piesă cu piesă a albumului eponim, iar rolul său era de a impulsiona vânzările la albumul de studio, însă s-a dovedit a fi un eșec comercial.
În 1994, Depeche Mode ajunseseră în rândul formațiilor cu cel mai mare succes pe stadioane, la fel ca U2, R.E.M., INXS și The Rolling Stones. Au început să apară și urmările acestui succes fulminant. Dependența de heroină a lui Dave Gahan începea să-i afecteze comportamentul, făcându-l să fie mai capricios și mai introvertit. Martin L. Gore a suferit câteva atacuri de panică, iar Andrew Fletcher a refuzat să participe la al doilea leg "exotic" al turneului, din cauza "instabilității mentale". Pe parcursul acelei perioade a fost înlocuit pe scenă de Daryl Bamonte, care colaborase timp de mulți ani cu formația, ca și asistent personal.

### 1995–2000: Succesul continuă, dincolo de haos...
În iunie 1995, Alan Wilder anunță că părăsește trupa, invocând „nemulțumiri acumulate în relațiile din interiorul trupei și cauzate de practicile de lucru ale grupului”. Alan continuă să lucreze la proiectul propriu, Recoil, lansând cel de-al patrulea album (Unsound Methods) în 1997.
Wilder susținea că a contribuit cu “partea leului” în ce privește munca la albumele anterioare și că „nu a primit niciodată recunoașterea și respectul cuvenit, pe măsura meritelor sale”. După plecarea lui Alan, mulți au fost sceptici, așteptându-se ca Depeche Mode să nu mai înregistreze vreodată un album nou. Starea psihică a lui Gahan și dependența sa de droguri deveniseră surse majore de îngrijorare, culminând cu presupusa tentativă de suicid (pe care Gahan a negat-o sistematic) și cu aproape fatala supradoză administrată acasă, la Los Angeles. Pe la mijlocul anului 1996, în sfârșit, a început un program de reabilitare pentru a-și depăși dependența de heroină.
În ciuda  problemelor personale ale lui Dave, care se complicau progresiv, Gore a încercat în repetate rânduri, în intervalul 1995-1996, să reunească trupa în studioul de înregistrări. Dar Dave rareori reușea să apară la sesiunile programate, iar când o făcea, treceau săptămâni întregi până când reușea să înregistreze vocile. Gore era forțat să asiste neputincios la destrămarea trupei și nevoit să recurgă la lansarea unui album solo care să cuprindă  cântecele compuse de el. Până la urmă, temerile lui Gore s-au dovedit a fi nefondate, iar în 1996, cu un Gahan proaspăt ieșit din clinica de reabilitare, Depeche Mode a dus la bun sfârșit sesiunile de înregistrări, cu producătorul Tim Simenon; anul următor, a fost lansat albumul Ultra și cele două single-uri care l-au precedat - "Barrel of a Gun" și  "It's No Good".
Albumul a intrat din nou direct pe locul #1 în topul UK. Simenon (fost membru al Bomb the Bass) a împins trupa spre un sunet mai greu, cu influențe dance, cu ceva mai puține chitare (comparativ cu albumele anterioare). Din cauza stresului produs de turneul mondial precedent, trupa a decis să renunțe la un eventual turneu de promovare pentru albumul Ultra.
A doua ediție a compilației de single-uri,  The Singles 86-98 a fost lansată în 1998, precedată de un nou single "Only When I Lose Myself", înregistrat odată cu albumul Ultra. Trupa a plecat apoi într-un turneu de patru luni care să le cimenteze statutul de atracție cvasi-permanentă, având aceleași concerte de masă, cu public semnificativ, comparativ superioare vânzărilor de albume (U2, R.E.M., The Rolling Stones și Rod Stewart sunt alte exemple din aceeași categorie). În același an, a fost lansat un album tribut intitulat  For the Masses, care conținea coveruri după piese Depeche Mode, înregistrate de trupe ca The Smashing Pumpkins, The Cure și The Deftones.

## Depeche Mode în anii 2000

### 2001–2004: Exciter
În 2001 Depeche Mode lansează albumul Exciter, produs de  Mark Bell (fost membru al grupului de pionierat techno numit LFO). Bell a introdus un sunet minimalist, digital, care domină albumul, cu influențe IDM și glitch. Exciter nu a reușit să se ridice la același nivel al vânzărilor albumelor anterioare, iar mulți fani și critici au resimțit albumul ca pe unul neinspirat și nefinisat, inadecvat produs.
A fost primul album de studio Depeche Mode care s-a poziționat în topul din State pe un loc superior față de cel ocupat în topul britanic. Răspunsul criticilor la acest album a fost mai curând apatic și ne-entuziast. Dacă a primit și cronici rezonabil pozitive din partea câtorva publicații (NME și revistele din US: Rolling Stone și L.A. Weekly), cele mai multe, însă (inclusiv Q Magazine, PopMatters și Pitchfork Media) au ridiculizat albumul, catalogându-l drept plicticos, neprelucrat, nerafinat și prost produs.
Anul 2003 aduce lansarea albumului solo al lui Dave Gahan - Paper Monsters, urmat de un turneu mondial și însoțit de  DVD–ul  intitulat Live Monsters; Martin Gore și-a continuat, de asemenea, cariera solo, lansând cel de-al doilea volum Counterfeit²  (o continuare a Counterfeit-ului din 1989); acestea în timp ce  Fletcher își lansa propria firmă de producție, Toast Hawaii (dintre trupele notabile produse sub această marcă detașându-se de departe grupul synth-pop Client).
În luna august a aceluiași an, Mute lansează versiunea DVD a Devotional-ului, filmat în cursul turneului mondial din 1993 și, totodată, o nouă compilație de remixuri – albumul Remixes 81 - 04 care conține mixuri noi, nelansate până atunci, de promovare a single-urilor trupei din perioada 1981 - 2004, inclusiv o reinterpretare a lui "Enjoy the Silence" de către Mike Shinoda, versiunea denumită "Enjoy the Silence 04" care a fost lansată ca single și a atins locul #7 în topul UK.

### 2005–2007: Playing the Angel

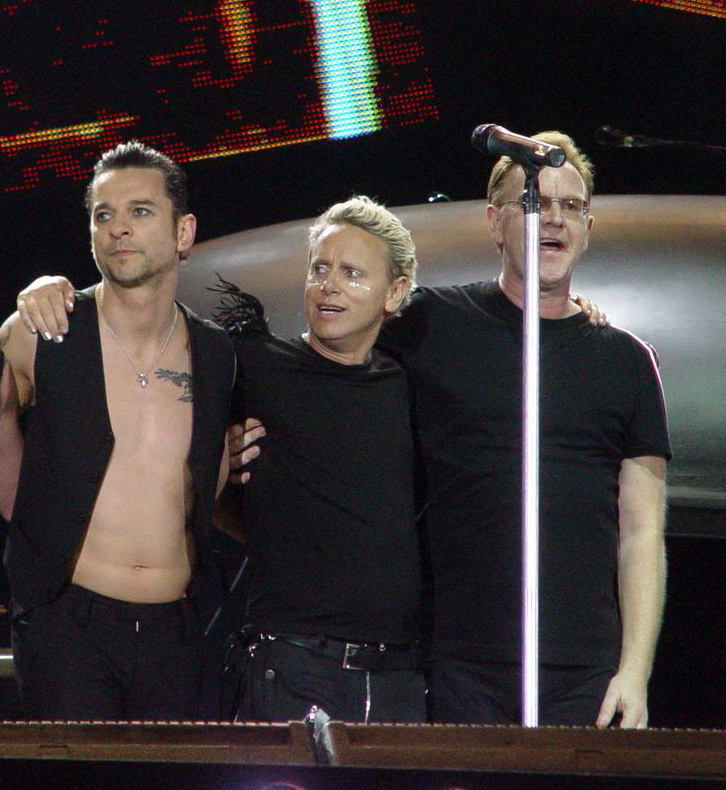
Depeche Mode în 2006

Pe 17 octombrie 2005, Depeche Mode lansează cel de 11-lea album de studio, cu titlul Playing the Angel, album care a primit recenzii foarte bune.
Produs de Ben Hillier, acest album de top 10 (care a atins poziția #1 în topurile mai multor țări europene) debutează promovarea cu hitul "Precious", single ajuns pe locul #4 în clasamentul britanic. Albumul a beneficiat și de o sesiune de autografe oferite în ziua lansării (prima de după 1990) la New York City. Acesta este primul album Depeche Mode ce conține versuri scrise de Gahan și primul de la Some Great Reward-ul anului 1984 ale cărui piese nu sunt compuse exclusiv de Gore.
Cu o versiune prototip „scursă” pe internet cu câteva luni mai devreme, videoclipul oficial al lui "Precious" a fost lansat pe 12 septembrie  pe site-ul web al  trupei, www.depechemode.com. Cel de-al doilea single, "A Pain That I'm Used To," s-a lansat pe 12 decembrie, urmat de  "Suffer Well," primul single al epocii Depeche Mode post-Clarke  care nu a fost compus de Gore (versurile aparținându-i lui Gahan, iar muzica fiind compusă de Philpott/Eigner).
De asemenea, pe 2 martie 2006, o versiune video a single-ului "Suffer Well" a fost lansată special pentru Simlish, devenind coloana sonoră a jocului PC The Sims 2: Open for Business, împreună cu clipul în care trupa îi personifică pe The Sims. Astfel, ei s-au alăturat trupelor pop ai anilor 80, Kajagoogoo și Howard Jones care au contribuit muzical la dezvoltarea jocului PC, cu prestația lor din Simlish.
Pentru promovarea lui Playing the Angel, trupa a început în noiembrie 2005 un turneu de talie mondială, Touring the Angel, de care s-au bucurat fanii din America de Nord și Europa. Turneul a continuat în primăvara și vara lui 2006, timp în care au marcat și capul de afiș al festivalului Coachella Valley Music and Arts Festival, 2006. Câteva concerte i-au adus pentru prima dată în țări din Europa de Est – ca Bulgaria și România.
În martie 2006, site-ul oficial anunța două date de turneu în Mexic (țară pe care nu o mai vizitaseră de 12 ani). Peste 55.000 de bilete s-au vândut instantaneu pentru stadionul din Ciudad de Mexico , determinând trupa să mai programeze un concert în același loc, demonstrându-și astfel popularitatea în Mexic – la parametri egali cu multe țări din Europa, unde audiența se ridică în mod obișnuit la 40.000 de oameni.
Înregistrările a 50 de concerte au fost lansate în mod oficial pe CD. Aceste ediții limitate de albume live au fost publicate sub titlul schematic Recording the Angel  și se adresează mai curând colecționarilor. Pe 3 aprilie 2006, au fost lansate edițiile remasterizate ale albumelor Speak & Spell, Music for the Masses și Violator în versiune audio CD și DVD-Audio, conținând extra tracks și B-sides. În plus, fiecare album este însoțit de un documentar ce marchează istoria formației și munca de producție a fiecărui album. Cea de-a doua tranșă de albume remasterizate a cuprins: A Broken Frame, Some Great Reward și Songs of Faith and Devotion, toate lansate pe 2 octombrie 2006. Următoarele patru albume rămase, predecesoarele lui Playing the Angel, sunt anunțate pentru lansare în lunile  martie și aprilie 2007. La remasterizarea albumelor își aduce contribuția și fostul membru al trupei – Alan Wilder.
Pe 25 septembrie 2006, Depeche Mode lansează setul DVD-CD Touring the Angel: Live in Milan, regizat de Blue Leach și înregistrat la Fila Forum din Milano, pe 18 și 19 februarie 2006. Primul disc al DVD-ului cuprinde concertul integral, bonus versiunile live ale pieselor "A Question of Lust" și "Damaged People", împreună cu un documentar de 20 de minute aparținând lui Anton Corbijn și anunțul oficial al turneului făcut în vara lui 2005, în Germania, la Düsseldorf. Discul 2 conține dosarul de presă al lui Playing The Angel, iar discul 3  - versiunile live ale pieselor aceluiași album .
The Best of Depeche Mode - Volume 1
În plus, o compilație "best-of"  se lansează în noiembrie 2006, sub titlul The Best Of, Volume 1 , împreună cu noul single, "Martyr." Produs în cursul sesiunilor de înregistrare a lui Playing the Angel, Martyr a fost, de fapt, prima piesă înregistrată pentru acest album și considerată inițial de către trupă drept primul single al albumului; în cele din urmă, cei trei au realizat că piesa nu se încadrează în nota întunecată a albumului și au renunțat la idee.
Pe 2 noiembrie, Depeche Mode primește premiul pentru cel mai bun grup al anului, la MTV Europe Music Award. Cu această ocazie, Fletcher confirmă că trupa va lua o pauză lungă după turneul masiv "Touring the Angel", afirmând totodată că în curând vor decide dacă urmează și o pauză de creație sau vor începe să lucreze la un nou album.
În decembrie 2006, Depeche Mode este nominalizată la premiul Grammy, pentru cea mai buna piesă dance - "Suffer Well" - Best Dance Recording. Este cea de-a treia nominalizare Grammy, prima fiind propunerea materialului Devotional, în 1995, la categoria Best Long Form Music Video, urmată de Best Dance Recording pentru „I Feel Loved”.
La mijlocul lui decembrie 2006, iTunes lansează colecția The Complete Depeche Mode, cel de-al patrulea set box, după The Complete U2 în 2004, The Complete Stevie Wonder în 2005 și Bob Dylan: The Collection – la începutul lui 2006.
În 2007, Dave Gahan lansează al doilea său album solo, Hourglass. În timpul turneului de promovare, solistul anunță revenirea trupei Depeche Mode în studioul de înregistrări.

### 2008–2011: Sounds of the Universe
La data de 6 octombrie 2008, într-o conferință de presă, membrii trupei au anunțat lansarea unui nou album și începerea unui turneu mondial în primăvara anului 2009.
Numele noului album, al 12-lea lansat de Depeche Mode, a fost anunțat la 15 ianuarie 2009. Sounds of the Universe a fost lansat internațional la 20 aprilie și o zi mai târziu în Statele Unite. Primul single, Wrong, fusese deja difuzat de posturile de radio, începând din februarie, dar nu a avut impact în topul din Marea Britanie, ocupând doar locul 24. În schimb, a ajuns pe locul 2 în Germania.
Turneul de prezentare a început la 6 mai 2009, în Luxemburg, cu un warm-up show, și oficial patru zile mai târziu în Israel. Însă înaintea concertului de la Atena, Dave Gahan a fost transportat la spital din cauza unei gastroenterite.
Turneul a fost oprit, o serie de concerte între care cele de la București, Sofia sau Belgrad fiind anulate. După mai multe analize medicale, lui Dave Gahan i-a fost depistată o tumoare malignă de care a fost operat cu succes.
La finalul primei părți a turneului, la Bilbao, Dave a suferit o ruptură musculară, trupa fiind obligată astfel să anuleze alte două spectacole.
Al doilea single de pe albumul Sounds of the Universe, Peace, a fost lansat la 15 iunie 2009. Videoclipul melodiei a fost filmat în România de regizorii francezi Jonas&Francois, și în rolul principal a fost distribuită actrița Maria Dinulescu.
Turneul a readus trupa în America de Sud, pentru prima dată din 1994, de la Exotic Tour. În ultima parte a circuitului european, Depeche Mode au avut un spectacol la Royal Albert Hall din Londra, concert în care fostul membru Alan Wilder i s-a alăturat pe scenă lui Martin Gore la interpretarea piesei "Somebody". În total, trupa a avut peste 2,7 milioane de spectatori la concertele din acest turneu, desfășurate în 32 de țări, fiind unul dintre cele mai profitabile turnee din America în anul 2009. Concertele susținute la Palau Sant Jordi din Barcelona au fost filmate și lansate mai târziu pe DVD și Blu-ray Disc sub titlul Tour of the Universe: Barcelona 20/21.11.09.
În martie 2010, Depeche Mode au primit premiul "Best International Group – Rock / Pop" la gala premiilor ECHO din Germania.
În iunie 2011, la finalul contractului cu casa de muzică EMI, trupa a lansat un nou album de remixuri, intitulat Remixes 2: 81–11 și care a inclus printre altele remixuri realizate de foștii membri ai trupei, Vince Clarke și Alan Wilder. Printre alte nume implicate în proiect, au fost Nick Rhodes de la trupa Duran Duran, Röyksopp, Karlsson & Winnberg de la Miike Snow, Eric Prydz, Clark și alții. Un remix nou al piesei "Personal Jesus", realizat de Stargate, intitulat "Personal Jesus 2011", a fost lansat ca single la 30 mai 2011.

### 2012–2015: Delta Machine
În octombrie 2012, într-o conferință de presă susținută la Paris, Dave Gahan, Martin Gore și Andy Fletcher au anunțat planurile pentru un nou album și un turneu internațional care urma să aibă loc în anul 2013 și începea la Tel Aviv, urmând să continue în Europa și America de Nord. Martin Gore a dezvăluit că mixajul albumului a fost asigurat de Flood, fiind astfel prima colaborare în studio a producătorului cu trupa de la Songs of Faith and Devotion din 1993.
În decembrie 2012, trupa a anunțat oficial că a semnat un contract cu casa de discuri Columbia Records, iar albumul urma să fie lansat în martie 2013. Pe 24 ianuarie 2013, a fost confirmat numele noului album - Delta Machine. "Heaven", primul single lansat de pe Delta Machine, a fost distribuit comercial pe 1 februarie 2013. Data lansării albumului a fost apoi anunțată, 18 martie 2013.
Turneul de promovare a albumului a început în mai 2013, la Nisa, în Franța. Pe 15 mai, Depeche Mode au ajuns din nou la București, unde au concertat pe Arena Națională, în fața a 34.729 de spectatori.
În martie 2014, Depeche Mode au câștigat trofeul pentru "Best International Group – Rock / Pop" la gala premiilor Echo din Germania. Au fost de asemenea nominalizați la categoria "Album des Jahres (national oder international)" pentru Delta Machine.
La 8 octombrie 2014, a fost anunțată lansarea înregistrării video și audio Live in Berlin, imaginile fiind filmate la O2 World din capitala Germany în noiembrie 2013. Albumul audio-video a fost lansat pe plan mondial pe 17 noiembrie 2014.
Într-un interviu pentru revista americană Rolling Stone, realizat cu ocazia aniversării a 25 de ani de la lansarea albumului Violator, Martin Gore a susținut că versiunea lui Johnny Cash a piesei "Personal Jesus" este coverul său preferat după un cântec al Depeche Mode.

### 2016–prezent: Spirit și decesul lui Fletch
La 25 ianuarie 2016, Martin Gore a anunțat revenirea în studioul de înregistrări, programată pentru luna aprilie. Gore a mai menționat că atât el, cât și Gahan,deja compuseseră mai multe cântece.
În septembrie, contul oficial Depeche Mode de pe Facebook a lăsat să se întrevadă o nouă lansare, confirmată mai târziu de către trupă ca fiind o compilație video, Video Singles Collection, care urma să apară în noiembrie, la casa de discuri Sony.
În octombrie 2016, trupa a anunțat că al paisprezecelea album Depeche Mode, cu titlul Spirit și produs de James Ford, urma să apară în primăvara anului 2017.
"Where's the Revolution", primul single lansat de pe Spirit, a apărut pe 3 februarie 2017. O săptămână mai târziu, a fost prezentat și videoclipul oficial al melodiei.
Global Spirit Tour a început oficial pe 5 mai 2017, la Stockholm, în Suedia, pe Friends Arena. Prima parte a turneului a avut loc în Europa și s-a încheiat la Cluj-Napoca, în Romania, pe Cluj Arena, la data de 23 iulie, ziua lui Martin Gore. La concert, au asistat 31.923 de spectatori. Partea secundă a turneului a avut loc în America de Nord, între 23 august și 15 noiembrie. Trupa a revenit apoi în Europa pentru o nouă serie de concerte încheiate la Berlin, pe 23 și 25 iulie 2018, la Waldbühne.
În septembrie 2019, trupa a anunțat că documentarul Spirits in the Forest, filmat în parte la spectacolele de la Berlin, urma să fie lansat în cinematografe, putând fi văzut pentru o singură zi, 21 noiembrie 2019.
La 26 mai 2022, Depeche Mode a anunțat că Andy Fletcher a decedat, la vârsta de 60 de ani, după ce a suferit o disecție aortică - ruptură a unei artere a inimii, în timp ce se afla acasă.

## Rock and Roll Hall of Fame
Trupa Depeche Mode a fost nominalizată pentru includerea în Rock and Roll Hall of Fame în anul 2018. Neprimind suficiente voturi, primirea nu a avut loc.
Pe 15 ianuarie 2020, Depeche Mode a fost inclusă în Rock and Roll Hall of Fame, ceremonia fiind programată pe 2 mai 2020, dar amânată din cauza pandemiei de covid-19. În cele din urmă, ceremonia a fost organizată pe 7 noiembrie 2020. Trupa a fost prezentată de actrița Charlize Theron, laureată a premiului Oscar, care i-a numit pe Depeche Mode ca fiind "coloana sonoră a vieții mele."

## Discografie
Vedeți și: Discografia Depeche Mode

### Albume de studio
- Speak & Spell (1981)
- A Broken Frame (1982)
- Construction Time Again (1983)
- Some Great Reward (1984)
- Black Celebration (1986)
- Music for the Masses (1987)
- Violator (1990)
- Songs of Faith and Devotion (1993)
- Ultra (1997)
- Exciter (2001)
- Playing the Angel (2005)
- Sounds of the Universe (2009)
- Delta Machine  (2013)
- Spirit  (2017)
- Memento Mori (2023)